# Mayrornis versicolor
Mayrornis versicolor е вид птица от семейство Monarchidae. Видът е световно застрашен, със статут Уязвим.

## Разпространение
Видът е разпространен във Фиджи.